# Макдоналд (Северна Каролина)
Макдоналд (енгл. McDonald) град је у америчкој савезној држави Северна Каролина.

## Демографија
По попису из 2010. године број становника је 113, што је 6 (-5,0%) становника мање него 2000. године.
| Група             | 2000.      | 2010.      |
| Белци             | 43 (36,1%) | 46 (40,7%) |
| Афроамериканци    | 13 (10,9%) | 19 (16,8%) |
| Азијати           | 0 (0,0%)   | 0 (0,0%)   |
| Хиспаноамериканци | 1 (0,8%)   | 0 (0,0%)   |
| Укупно            | 119        | 113        |